# Petelia paobia
Petelia paobia är en fjärilsart som beskrevs av Eugen Wehrli 1936. Petelia paobia ingår i släktet Petelia och familjen mätare. Inga underarter finns listade i Catalogue of Life.